# LLPW認定タッグ王座
LLPW認定タッグ王座（エル・エル・ピー・ダブリューにんていタッグおうざ）は、LLPWが管理、認定していた王座。

## 歴史
2003年12月3日、LLPW駒沢オリンピック公園体育館大会で行われた初代王座決定タッグトーナメントに優勝したイーグル沢井&アメージング・コング組が初代王者になった。
2008年10月、王者の沖野小百合が負傷により返上。その後、王座決定戦が行われないまま事実上封印状態となる。

## 歴代王者
| 歴代  | タッグチーム                           | 戴冠回数 | 防衛回数 | 獲得日付      | 獲得場所 （対戦相手・その他）                                           |
| ----- | -------------------------------------- | -------- | -------- | ------------- | ----------------------------------------------------------------------- |
| 初代  | イーグル沢井&アメージング・コング      | 1        | 0        | 2003年12月3日 | 駒沢オリンピック公園体育館 神取忍&井上貴子                              |
| 第2代 | 神取忍&井上貴子                        | 1        | 1        | 2004年1月25日 | 後楽園ホール                                                            |
| 第3代 | サキュバス （沖野小百合&アイガー）     | 1        | 4        | 2004年5月30日 | 後楽園ホール                                                            |
| 第4代 | ビッグレディ （立野記代&イーグル沢井） | 1        | 1        | 2005年12月6日 | 後楽園ホール 2007年5月20日にイーグル沢井が引退のため返上                |
| 第5代 | サキュバス （沖野小百合&アイガー）     | 2        | 0        | 2007年8月31日 | 後楽園ホール 金成知佐子&金成幸子 2008年10月に沖野小百合が負傷のため返上 |